# 1970-es labdarúgó-világbajnokság-selejtező (AFC–OFC)
Az 1970-es labdarúgó-világbajnokság selejtezőjének összevont AFC és OFC-zónájában összesen 8 nemzet versenyzett az 1 világbajnoki helyért. Észak-Korea még a selejtezők kezdete előtt visszalépett.

## Lebonyolítás
- Első forduló: Ausztrália, Dél-Korea és Japán oda-visszavágós rendszerben megmérkőzött egymással. A csoportgyőztes bejutott a második fordulóba. Izraelnek, Új-Zélandnak és Rodéziának kiemeltként nem kellett pályára lépniük.
- Második forduló: a 4 csapatot két darab 2 tagú csoportba osztották és oda-visszavágós rendszerben játszották egymás ellen a csapatok. A két győztes bejutott a döntőbe.
- Döntő: a két csoportgyőztes oda-visszavágós alapon döntötte el a továbbjutás sorsát és a győztes kijutott az 1970-es világbajnokságra.

## Első forduló
| Hely. | Csapat     | M | Gy | D | V | G+ | G– | Gk | P | Továbbjutás                  |     | Ausztrália (ország) | Dél-Korea | Japán |
| ----- | ---------- | - | -- | - | - | -- | -- | -- | - | ---------------------------- | --- | ------------------- | --------- | ----- |
| 1.    | Ausztrália | 4 | 2  | 2 | 0 | 7  | 4  | +3 | 6 | Bejutott a második fordulóba |     | —                   | 1–1       | 3–1   |
| 2.    | Dél-Korea  | 4 | 1  | 2 | 1 | 6  | 5  | +1 | 4 |                              |     | 1–2                 | —         | 2–2   |
| 3.    | Japán      | 4 | 0  | 2 | 2 | 4  | 8  | −4 | 2 |                              | 1–1 | 0–2                 | —         |       |

| 1969. október 10. 19:30 (UTC+9) |

| Ausztrália                           | 3–1         | Japán        |
| ------------------------------------ | ----------- | ------------ |
| McColl 5' Ogi 68' (öngól) Baartz 69' | Jegyzőkönyv | Vatanabe 11' |

| Dongdaemun Stadion, Szöul Nézőszám: 10 560 Játékvezető: Peter Nice (maláj) |

| 1969. október 12. 16:30 (UTC+9) |

| Dél-Korea                  | 2–2         | Japán                     |
| -------------------------- | ----------- | ------------------------- |
| Kim Kibok 8' Pak Szuil 39' | Jegyzőkönyv | Mijamoto 34' Kuvahara 50' |

| Dongdaemun Stadion, Szöul Nézőszám: 40 000 Játékvezető: Cheung Tang Sun (tajvani) |

| 1969. október 14. 19:30 (UTC+9) |

| Dél-Korea  | 1–2         | Ausztrália             |
| ---------- | ----------- | ---------------------- |
| I Jivu 45' | Jegyzőkönyv | Watkiss 37' McColl 82' |

| Dongdaemun Stadion, Szöul Nézőszám: 10 250 Játékvezető: Govindasamy Suppiah (szingapúri) |

| 1969. október 16. 18:30 (UTC+9) |

| Ausztrália | 1–1         | Japán       |
| ---------- | ----------- | ----------- |
| McColl 39' | Jegyzőkönyv | Mijamoto 4' |

| Dongdaemun Stadion, Szöul Nézőszám: 1359 Játékvezető: Wanchai Suvaree (thaiföldi) |

| 1969. október 18. 16:00 (UTC+9) |

| Dél-Korea              | 2–0         | Japán |
| ---------------------- | ----------- | ----- |
| Csong Kangdzsi 17' 40' | Jegyzőkönyv |       |

| Dongdaemun Stadion, Szöul Nézőszám: 25 000 Játékvezető: Lee Kan Chi (hongkongi) |

| 1969. október 20. 18:30 (UTC+9) |

| Dél-Korea     | 1–1         | Ausztrália |
| ------------- | ----------- | ---------- |
| Pak Szuil 29' | Jegyzőkönyv | Baartz 58' |

| Dongdaemun Stadion, Szöul Nézőszám: 9675 Játékvezető: Peter Nice (maláj) |

## Második forduló

### 1. csoport
| Hely. | Csapat     | M | Gy | D | V | G+ | G– | Gk | P | Továbbjutás            |
| ----- | ---------- | - | -- | - | - | -- | -- | -- | - | ---------------------- |
| 1.    | Ausztrália | 4 | 2  | 2 | 0 | 7  | 4  | +3 | 6 | Bejutott a rájátszásba |
| 2.    | Rodézia    | 4 | 1  | 2 | 1 | 6  | 5  | +1 | 4 | Bejutott a rájátszásba |

| 1969. november 23. |

| Rodézia      | 1–1         | Ausztrália |
| ------------ | ----------- | ---------- |
| Chalmers 63' | Jegyzőkönyv | McColl 68' |

| Lourenço Marques, Mozambik Nézőszám: 3540 Játékvezető: Antonio Saldanha Ribeiro (portugál) |

| 1969. november 27. |

| Rodézia | 0–0 | Ausztrália |
| ------- | --- | ---------- |
|         |     |            |

| Lourenço Marques, Mozambik Nézőszám: 2512 Játékvezető: Antonio Saldanha Ribeiro (portugál) |

A két csapat azonos pontszámmal végzett, ezért egy mindent eldöntő harmadik mérkőzésre került sor.
| 1969. november 29. |

| Rodézia      | 1–3 | Ausztrália                                   |
| ------------ | --- | -------------------------------------------- |
| Chalmers 54' |     | Warren 17' Tegire 22' (öngól) Rutherford 57' |

| Lourenço Marques, Mozambik Nézőszám: 11 066 Játékvezető: Antonio Saldanha Ribeiro (portugál) |

### 2. csoport
| Hely. | Csapat      | M | Gy | D | V | G+ | G– | Gk | P | Továbbjutás        |
| ----- | ----------- | - | -- | - | - | -- | -- | -- | - | ------------------ |
| 1.    | Izrael      | 2 | 2  | 0 | 0 | 6  | 0  | +6 | 4 | Bejutott a döntőbe |
| 2.    | Új-Zéland   | 2 | 0  | 0 | 2 | 0  | 6  | −6 | 0 |                    |
| 3.    | Észak-Korea | 0 | 0  | 0 | 0 | 0  | 0  | 0  | 0 | Visszalépett       |

| 1969. szeptember 28. |

| Izrael                                      | 4–0         | Új-Zéland |
| ------------------------------------------- | ----------- | --------- |
| Spiegler 48' Spiegel 65' Feigenbaum 72' 86' | Jegyzőkönyv |           |

| Ramat Gan Stadion, Ramat Gan Nézőszám: 26 669 Játékvezető: Nassiri (iráni) |

| 1969. október 1. |

| Izrael                   | 2–0         | Új-Zéland |
| ------------------------ | ----------- | --------- |
| Spiegler 24' Spiegel 33' | Jegyzőkönyv |           |

| Ramat Gan Stadion, Ramat Gan Nézőszám: 10 898 Játékvezető: Nassiri (iráni) |

## Döntő
| Hely. | Csapat     | M | Gy | D | V | G+ | G– | Gk | P | Továbbjutás                          |
| ----- | ---------- | - | -- | - | - | -- | -- | -- | - | ------------------------------------ |
| 1.    | Izrael     | 2 | 1  | 1 | 0 | 2  | 1  | +1 | 3 | Kijutott az 1970-es világbajnokságra |
| 2.    | Ausztrália | 2 | 0  | 1 | 1 | 1  | 2  | −1 | 1 |                                      |

| 1969. december 4. |

| Izrael            | 1–0         | Ausztrália |
| ----------------- | ----------- | ---------- |
| Zeman 16' (öngól) | Jegyzőkönyv |            |

| Ramat Gan Stadion, Ramat Gan Nézőszám: 41 899 Játékvezető: Ferdinand Marschall (osztrák) |

| 1969. december 14. |

| Ausztrália  | 1–1         | Izrael       |
| ----------- | ----------- | ------------ |
| Watkiss 88' | Jegyzőkönyv | Spiegler 79' |

| Sydney Sportközpont, Sydney Nézőszám: 29 737 Játékvezető: Ferdinand Marschall (osztrák) |

## Kijutott csapatok
Az alábbi csapat jutott ki az AFC-zónából az 1970-es labdarúgó-világbajnokságra.
| Csapat | Kijutás               | Kijutás dátuma     | Korábbi részvételek a világbajnokságon |
| ------ | --------------------- | ------------------ | -------------------------------------- |
| Izrael | A 2. forduló győztese | 1969. december 14. | 0 (debütálás)                          |